# Cryphia medialis
Cryphia medialis är en fjärilsart som beskrevs av W. Warren 1913. Cryphia medialis ingår i släktet Cryphia och familjen nattflyn. Inga underarter finns listade i Catalogue of Life.